# 台湾人字果
台湾人字果（学名：Dichocarpum arisanense）为毛茛科人字果属下的一个种。

## 扩展阅读
- 維基物種上的相關：台湾人字果